# Оттон IV (император Священной Римской империи)
Оттон IV Брауншвейгский (нем. Otto IV von Braunschweig; 1175/1176, Брауншвейг, Нижняя Саксония — 19 мая 1218, замок Харцбург, Нижняя Саксония) — король Германии (римский король) с 9 июня 1198 года, император Священной Римской империи с 4 октября 1209 по 5 июля 1215 года, из династии Вельфов. Третий сын Генриха Льва и Матильды Плантагенет, дочери английского короля Генриха II. Назывался Оттоном Брауншвейгским по аллодиальным владениям Вельфов.

## Биография
Оттон был воспитан при дворе своего дяди короля Англии Ричарда І Львиное Сердце, где жил с восьмилетнего возраста. За участие в войне против короля Франции Филиппа II Августа он получил в 1196 году в ленное владение графство Пуату и герцогство Аквитанию. Он был хороший воин, смелый и храбрый, но вспыльчивый и грубый; образование его было скорее французское.

## Двойные выборы германского короля
28 сентября 1197 года неожиданно умер император Генрих VI. В последние годы своей жизни он пытался сделать императорскую корону наследственной, что встретило сопротивление германских феодалов и духовенства. Наследнику Генриха, Фридриху, было только 3 года. Его мать, королева Сицилии Констанция, для того, чтобы обеспечить своему сыну сицилийскую корону, выгнала всех германских сподвижников своего мужа. В итоге Сицилийское королевство, королём которого 3 сентября 1198 года был коронован четырёхлетний Фридрих, снова обособилось от империи.
Борьба за имперскую корону обострилась. В 1198 году сторонники Гогенштауфенов убедили дядю юного наследника, Филиппа Швабского, принять корону. 6 марта 1198 года в Ихтерсхаузене, а затем 8 марта на съезде знати в Мюльхаузене Филипп был избран королём Германии (римским королём). 6 сентября он был коронован в Майнце бургундским архиепископом Эмо фон Тарентезом.
Противники Гогенштауфенов, возглавляемые архиепископом Кёльна Адольфом І  Альтенским обвинили Филиппа в том, что он нарушил присягу своему племяннику и выдвинули своего кандидата. Им-то и оказался представитель династии Вельфов Оттон Брауншвейгский, младший сын Генриха Льва, лишённого императором Фридрихом I Барбароссой большей части своих владений.
9 июня в Кёльне противники Гогенштауфенов выбрали королём Германии Оттона, а 12 июля архиепископ Адольф короновал его в Ахене. Таким образом в Германии оказалось одновременно 2 правителя. Филипп был коронован подлинными королевскими регалиями, но в «неправильном месте» (Майнце вместо Ахена) и «неправильным» архиепископом (Бургундии, а не Кёльна), однако при коронации «правильным» архиепископом в Ахене Оттона Брауншвейгского не использовались подлинные регалии, что и является нарушением инвеституры. Так как выбор знати, в лице курфюрстов в сторону Оттона не был сделан. Оттона поддерживал его дядя Ричард І Львиное Сердце, в то время как Филипп обратился за поддержкой к королю Франции Филиппу II Августу, враждовавшему с Англией.

## Вмешательство Иннокентия III
При таком положении дел в империи выросла роль папы римского, которым в 1198 году стал Иннокентий III. Он решил воспользоваться обстоятельствами для того, чтобы упрочить положение папской курии в империи. Этому способствовало и то, что умершая в том же 1198 году королева Сицилии Констанция назначила опекуном своего сына Фридриха папу Иннокентия, признав его, кроме того, сюзереном Сицилийского королевства. Оттон настойчиво искал опору в Иннокентии, однако тот не стал вмешиваться в дела империи, в которой между Филиппом и Оттоном развязалась междоусобная война.
Вернувшийся тем временем из несостоявшегося немецкого крестового похода канцлер империи архиепископ Майнца Конрад I, попытался создать третью партию, отстаивающую интересы Фридриха Сицилийского, но успеха в этом не добился.
6 апреля 1199 год погиб король Ричард Английский, в результате перевес оказался на стороне Филиппа Швабского. Однако тут вмешался папа Иннокентий, который неожиданно принял сторону партии Вельфов. 1 марта 1201 года он признал право на престол за Оттоном, а 8 июня того же года выпустил Нейсский конкордат, в котором оговорил, что принимает под свою руку владения в Северной Италии. В итоге Оттон согласился уступить папе Равеннский экзархат, Пентаполис, Анконскую и Тосканскую марки, а также герцогство Сполето. А Филиппа и его сторонников папа отлучил от церкви, что, однако, не имело никаких последствий.

## Борьба с Филиппом Швабским
До 1203 года преимуществом владел Оттон. Однако к 1204 году его позиции ослабли. В том же году на сторону Филиппа Швабского перешли от Оттона многие феодалы, в том числе и брат Оттона, пфальцграф Рейнский Генрих V, герцог Брабанта Генрих I, король Чехии Пржемысл I, ландграф Тюрингии, и даже архиепископ Кёльна Адольф Альтенский, который 6 января 1205 года в Ахене повторно короновал Филиппа Швабского.
В этих обстоятельствах папа Иннокентий начал переговоры с Филиппом Швабским, с которого в 1207 году было снято отлучение на рейхстаге в Вормсе. Под нажимом духовенства Филипп и Оттон встретились на съезде в Кведлинбурге, где Филипп предложил своему сопернику в обмен на отказ от короны руку одной из своих дочерей и Швабию. Однако Оттон с негодованием отверг это предложения.
В итоге борьба возобновилась, но преимущество было на стороне Филиппа, собравшего большую армию. Кроме того Филиппу удалось перетянуть на свою сторону папу, для чего он предложил руку своей второй дочери брату Иннокентия, графу Рикардо, в ответ папа должен был отказаться от прав на Тоскану, Сполето и Анконскую марку, которые должны были отойти к Рикардо как приданое дочери Филиппа.

## Оттон IV — Император Священной Римской империи
Но 21 июня 1208 года на свадьбе своей племянницы в Бамберге Филипп был заколот пфальцграфом Баварии Оттоном VIII фон Виттельсбахом. Причиной этому послужило то, что Филипп обещал Оттону руку своей дочери, но обещания не сдержал. Филипп не оставил сыновей, только дочерей. Для того, чтобы избежать анархии, партия Гогенштауфенов признала королём Германии Оттона Брауншвейгского, который женился на старшей дочери Филиппа Беатрисе. Убийца Филиппа Пфальцграф Оттон VIII был обезглавлен в 1209 году.
После смерти Филиппа Оттон Брауншвейгский всеми был признан немецким королём, переизбран во Франкфурте 11 ноября 1208 года, и папой, за которым он признал право инвеституры и принятия апелляции по всем духовным делам, 4 октября 1209 года коронован в Риме.
Так как он не сдержал данных папе обещаний и заявил претензию на верховные права над Италией, папа Иннокентий III 18 ноября 1210 года отлучил его от церкви, а в 1212 году признал повзрослевшего Фридриха II Гогенштауфена законным германским королём.
После этого вся южная Германия отпала от Оттона. Разбитый французским королём Филиппом II Августом при Бувине (27 июля 1214 года), Оттон должен был уступить противнику; он удалился в свои наследственные земли и оттуда сражался ещё и с датским королём Вальдемаром II и архиепископом Магдебургским.

## Смерть Оттона
Заболев дизентерией, Оттон остановился 13 мая 1218 года в замке Харцбург. Вследствие быстрого ухудшения состояния его здоровья пригласили епископа Хильдесхайма Зигфрида I, который 15 мая освободил Оттона от отлучения от церкви, а 18 мая выслушал, как свидетель, его последнюю волю. Оттон признал своего брата, пфальцграфа Генриха V, как исполнителя завещания и единственного наследника. Он передал ему имперские регалии с просьбой передать их новому единогласно выбранному королю. Свои сокровища Оттон передал в распоряжение Брауншвейгской монастырской церкви Св. Бласиуса. Умер Оттон в Харцбурге 19 мая 1218 года, а его тело было отправлено в сопровождении епископа Хильдесхайма в Брауншвейг. Там он был погребён в монастырской церкви Св. Бласиуса рядом со своей первой женой Беатрисой.

## Браки и дети
- 1-я жена: (с 22 июля 1212 года) — Беатриса Швабская (апрель/июнь 1198 — 11 августа 1212), дочь Филиппа Швабского, герцога Швабии с 1196 года, короля Германии с 1198 года и Ирины Ангелины (1177/1181 — 27 августа 1208). Детей не было.
- 2-я жена: (с 19 мая 1214 года) — Мария Брабантская (ок. 1191 — 9 марта/14 июня 1260), дочь Генриха I Смелого (1165 — 5 сентября 1235), герцога Брабанта, и Матильды Булонской (1170—1210), в июле 1220 года она вторым браком вышла замуж за Вильгельма I (1167—1223), графа Голландии. Детей не было.